# Copidognathus stevcici
Copidognathus stevcici is een mijtensoort uit de familie van de Halacaridae. De wetenschappelijke naam van de soort is voor het eerst geldig gepubliceerd in 1976 door Bartsch.